# Ratolí marsupial de Harney
El ratolí marsupial de Harney (Pseudantechinus bilarni) és una espècie de marsupial del gènere Pseudantechinus i la família dels dasiúrids. És una espècie insectívora parcialment diürna. Es diferencia de la resta d'espècies del seu gènere en el seu llarg i estret musell i la seva coloració grisosa. El període d'aparellament s'allarga entre maig i juliol.
Aquest ratolí marsupial viu a les regions de penya-segats de la Top End i del Golf de Carpentària al Territori del Nord. També viu en plataformes rocalloses costaneres de l'illa de Marchinbar.
La UICN el llista com a en risc mínim (least concern), però la informació data de fa més de deu anys.